# Sessions Woods Wildlife Management Area
Sessions Woods Wildlife Management Area ist ein Naturschutzzentrum im US-Bundesstaat Connecticut auf dem Gebiet der Gemeinde Burlington. Das Schutzgebiet legt seinen Schwerpunkt auf Umwelterziehung und bietet Unterrichtsprogramme für Schulklassen und Gruppen an.

## Geographie
Das Gebiet umfasst eine Fläche von 700 acres (283 ha) und verfügt über ein großes Natur-Museum. Der Tunxis Trail durchquert das Gebiet. Das nächstgelegene Schutzgebiet ist der Nassahegon State Forest etwa 3 km weiter nördlich. Biber haben einen Teil des Negro Hill Brook in eine Sumpflandschaft verwandelt.

## Fauna
Das Reservat bietet eine Rückzugsgebiet für viele Tierarten, die man auf verschiedenen Lehrpfaden erforschen kann. Gelegentlich sind sogar Bären zu beobachten. Daneben gibt es Weißwedelhirsche und Biber haben einen Teil der Landschaft zum Sumpf geformt. In den entstandenen Auwäldern trifft man auf Helmspecht, Scharlachtangare, Breitflügelbussard (broad-winged hawk, Buteo platypterus), Truthühner, Kragenhühner, Stockenten, Brautenten, Kanadareiher und Amphibien wie Spring Peeper (Pseudacris crucifer) und Waldfrösche.